# Enea Mihaj
Enea Mihaj, född 5 juli 1998 i Rhodos i Grekland, är en albansk fotbollsspelare som spelar för den grekiska klubben PAOK.